# Эннепе-Рур (район)
Эннепе-Рур (нем. Ennepe-Ruhr) — район в Германии. Центр района — город Швельм. Район входит в землю Северный Рейн-Вестфалия. Подчинён административному округу Арнсберг. Занимает площадь 408 км². Население — 332,7 тыс. человек (2010). Плотность — населения 815 человек/км².
Официальный код района — 05 9 54.
Район подразделяется на 9 общин.

## Города
1. Виттен (98 352)
2. Хаттинген (55 675)
3. Гевельсберг (31 558)
4. Эннепеталь (30 633)
5. Швельм (28 879)
6. Веттер (Рур) (28 146)
7. Шпрокхёфель (25 507)
8. Хердекке (24 669)
9. Бреккерфельд (9303)

(30 июня 2010)